# Chionaema aroa
Chionaema aroa là một loài bướm đêm thuộc phân họ Arctiinae, họ Erebidae.